# 埃爾阿德

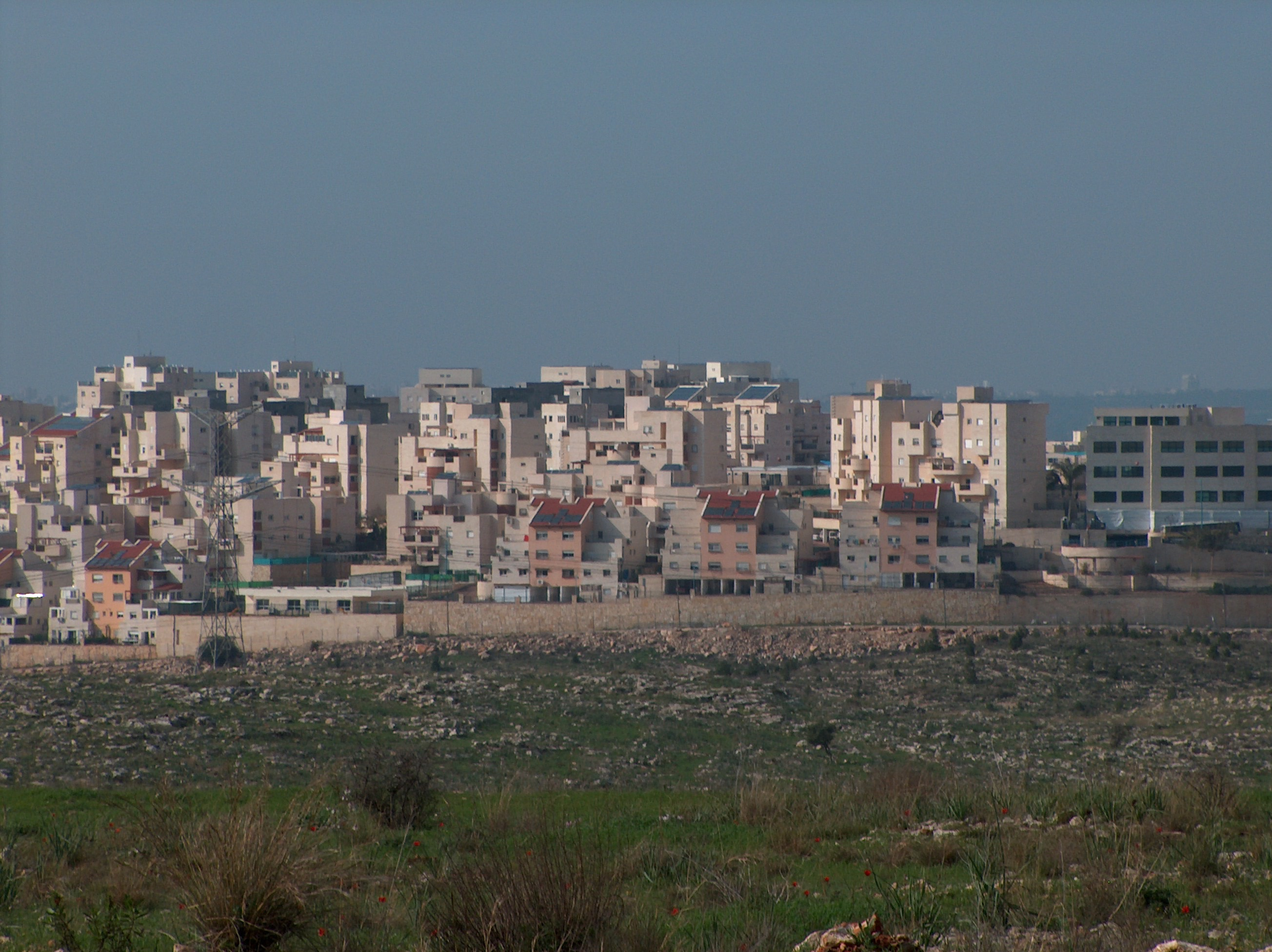

埃爾阿德是以色列的城市，位於該國西部，距離特拉維夫約25公里，由中央區負責管轄，面積2.756平方公里，2018年人口47,866，人口密度每平方公里13,933人。